# Chrigel Glanzmann
Pour les articles homonymes, voir Glanzmann.

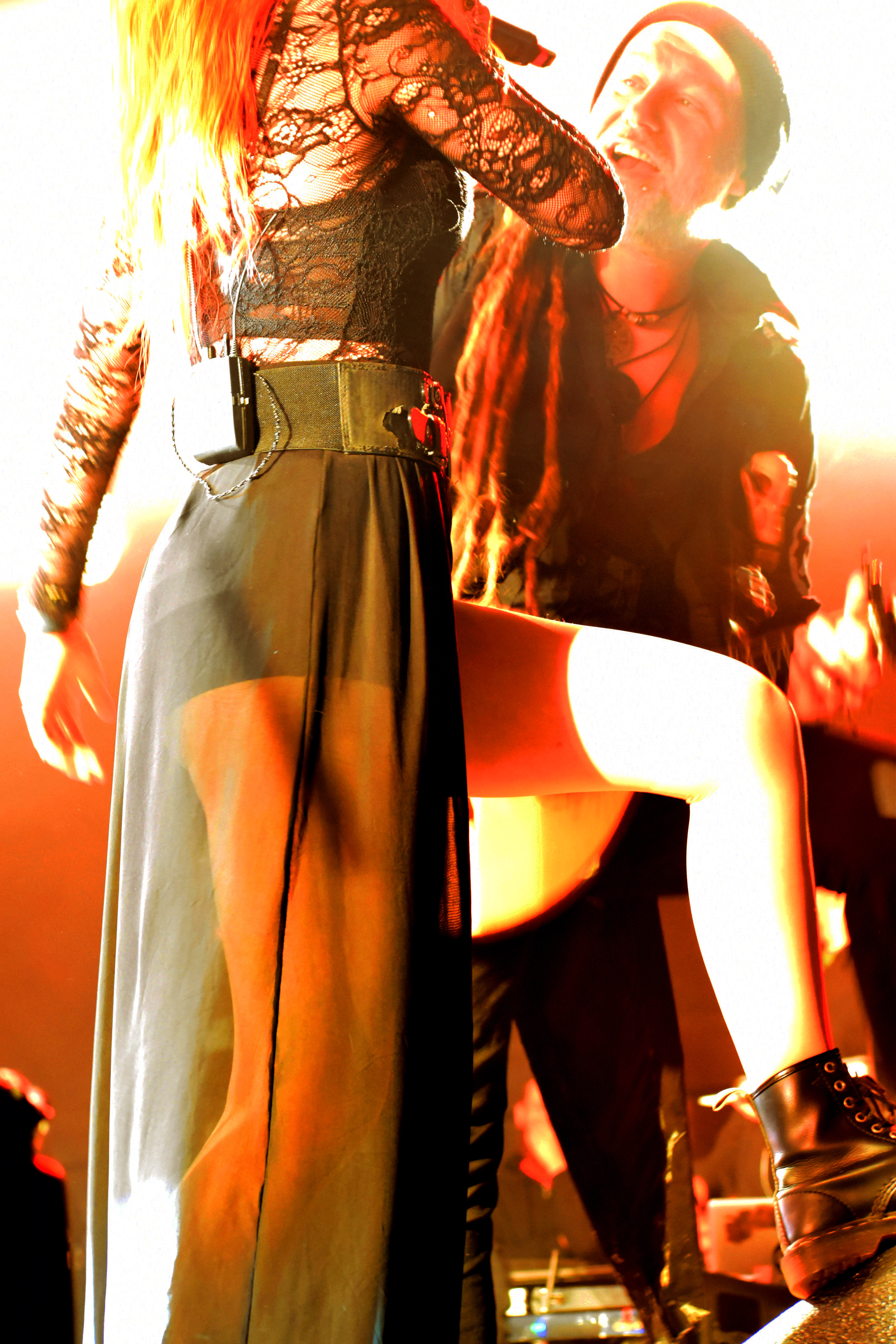
Chrigel Glanzmann au Motocultor 2019

Christian Oliver Ivan Glanzmann, plus connu sous le nom Chrigel Glanzmann, né le 26 mai 1975 à Bâle est un musicien et chanteur suisse connu comme étant le fondateur et le chanteur du groupe de folk metal Eluveitie. 

## Biographie
Avant de former Eluveitie, Chrigel joue dans plusieurs autres groupes. Il est notamment guitariste dans le groupe de death metal Sacer de 1991 à 1992, puis joue également dans le groupe de rock celtique Verveine de 1996 à 1999. Il joue également dans le groupe folk Branâ Keternâ, ainsi que Môr Cylch entre 1999 et 2002. 
C'est un multi-instrumentiste : il utilise des instruments à cordes (mandoline, mandole et guitare acoustique), des instruments à vent (diverses sortes de flûtes irlandaises et de cornemuses, dont la veuze), et aussi du bodhrán.

## Instruments
- Mandole (Decombe)
- Tin & low whistles (Clarkes)
- Uilleann pipes
- Gaïta
- Guitare acoustique
- Bodhrán

## Discographie

### AvecEluveitie
- Vên
- Spirit
- Slania
- Evocation I - The Arcane Dominion
- Everything Remains as It Never Was
- Helvetios
- Origins
- Evocation II - Pantheon
- Ategnatos

### En tant que musicien de session[1]
- 2012 : Blutmond - The Revolution is Dead (grattoir)
- 2012 : 69 Chambers - Torque (chant pour "Cause and Effect")
- 2013 : Caladmor - Of Stones and Stars (flûtes, uillean pipes)
- 2014 : Die Apokalyptischen Reiter - Tief. Tiefer (flûte pour "Auf die Liebe")
- 2015 : Amorphis - Under the Red Cloud (tin whistle et flûte pour "The Four Wise Ones", "Death of a King", "Tree of Ages" et "Winter's Sleep")
- 2018 : Amorphis - Queen of Time (flûte irlandaise)